# Z̄arvand
Z̄arvand (persiska: زروند) är en ort i Iran.   Den ligger i provinsen Khorasan, i den nordöstra delen av landet, 600 km öster om huvudstaden Teheran. Z̄arvand ligger 1 280 meter över havet och antalet invånare är 235.
Terrängen runt Z̄arvand är platt åt sydost, men åt nordväst är den kuperad. Runt Z̄arvand är det ganska tätbefolkat, med 56 invånare per kvadratkilometer. Närmaste större samhälle är Sar Deh, 11,7 km öster om Z̄arvand. Trakten runt Z̄arvand består i huvudsak av gräsmarker.